# 高建民 (学者)
高建民（1958年—），汉族，中华人民共和国政治人物、第十一届全国政协委员。
加入中国国民党革命委员会，担任民革陕西省委副主委、西安交通大学机械学院常务副院长。2008年，当选第十一届全国政协委员，代表教育界，分入第四十二组。